# Hizla
Hizla (en bengali : হিজলা) est une upazila du Bangladesh dans le district de Barisal. En 1991, on y dénombrait 166 265 habitants.